# サイバー大学
サイバー大学（サイバーだいがく、英語: Cyber University）は、通学を一切必要としない日本の通信制大学。（株式会社立大学）

## 概観

### 大学全体
ソフトバンクグループ傘下の株式会社サイバー大学が運営する株式会社立の通信制大学。福岡市の構造改革特区を活用し、2006年度に文部科学省によって認可を受け、2007年4月に開学した。全課程をインターネット上で完結するフルオンライン大学であり、一切の通学を必要としないため日本全国のほか海外からも、大学卒業資格（学士号）の取得をめざすことができる。（EU一般データ保護規則（GDPR）対象国からの受講は対象外）
学部は「IT総合学部」のみを設置し、ITとビジネスの基礎から応用までを体系的に学べるカリキュラムを提供する。授業はすべてオンデマンドで受講でき、講義、課題提出、試験、学生や教職員とのコミュニケーションにいたるまで、すべてを独自開発のeラーニングプラットフォーム「Cloud Campus（クラウドキャンパス）」上で行っている。

### 基本的な目標
メディアを利用して行う通信教育により多様な学習者に学修機会を提供し、 学術的専門的知識とともに幅広い教養を備え、社会の形成者として有能な人材を育成することを目的とするとともに、 経済・科学技術・文化の発展に貢献することを使命とする。

### 教育および研究
ソフトバンクグループの通信制大学であり、現在は「IT総合学部」のみ設置されている。
大きな特長は、インターネット環境があれば「いつでも・どこでも」授業を受けられることである。このため、入学から卒業まで通学が不要であり、独自開発したeラーニングプラットフォーム「Cloud Campus」を利用し、講義はもちろん、期末試験までフルオンラインで受けることができる。
「Cloud Campus」は2017年に「第2回IMS Japan賞」において最優秀賞を受賞し、IMS Global Learning Consortiumが策定する学習ツール相互運用の国際標準、Learning Tool Interoperabilityのツールプロバイダーとして認証を取得した。

## 基礎データ

### 所在地
- 福岡キャンパス（福岡県福岡市東区香椎照葉三丁目2番1号 シーマークビル3階）
- 東京オフィス（東京都港区芝公園2-6-3 芝公園フロントタワー7階）

### 象徴
サイバー大学のロゴはヒエログリフを元にしており、「家、学校、神殿、王宮」を意味する文字と「聖なる、精霊」を意味する文字を組み合わせている。

## 教育および研究

### 組織

#### 学部
IT総合学部
- IT総合学科

日本では2007年（平成19年）にサイバー大学に初めて設置された学部である。情報学と共通する部分もあるが違いがある。情報学は情報（information）に関する総合的な学問領域に焦点があてられているのに対し、IT総合学のITはInformation TechnologyでありIT分野の総合的な知識を専門的に学ぶ一学問で絞られている。
世界遺産学部（2010年4月入学で募集停止）
- 世界遺産学科

#### 附属機関
- 学生サポートセンター
- 図書館
- 学習室

## 施設

### キャンパス

#### 福岡キャンパス
- 使用学部：IT総合学部
- 使用附属施設：教室[注 1]、図書館、学習室
- 交通アクセス：
  - JR鹿児島本線・香椎線香椎駅よりタクシー（約10分）
  - 西鉄貝塚線香椎花園前駅よりタクシー（約10分）
  - 西鉄バス直行・1番・21B・22N・29番・29N・210番・220番「アイランドシティ中央公園前」停留所より徒歩（約3分）

北緯33度39分46秒 東経130度25分20.1秒

#### 東京オフィス
- 使用学部：なし
- 使用附属施設：事務局
- 交通アクセス：
  - 都営浅草線・大江戸線大門駅
  - 都営三田線芝公園駅

北緯35度41分58.5秒 東経139度43分49.4秒

## 対外関係
- 河原電子ビジネス専門学校 - 教育連携協定[8]。
- 千葉工業大学 - 単位互換協定[9]
- 東京大学大学総合教育研究センター - 共同研究契約[10]
- 帝京平成大学 - 単位互換協定[11]
- 佐賀大学 - 単位互換協定[12]
- 漢陽サイバー大学 - 教育研究連携[13]、単位互換協定[14]